# Escorredora

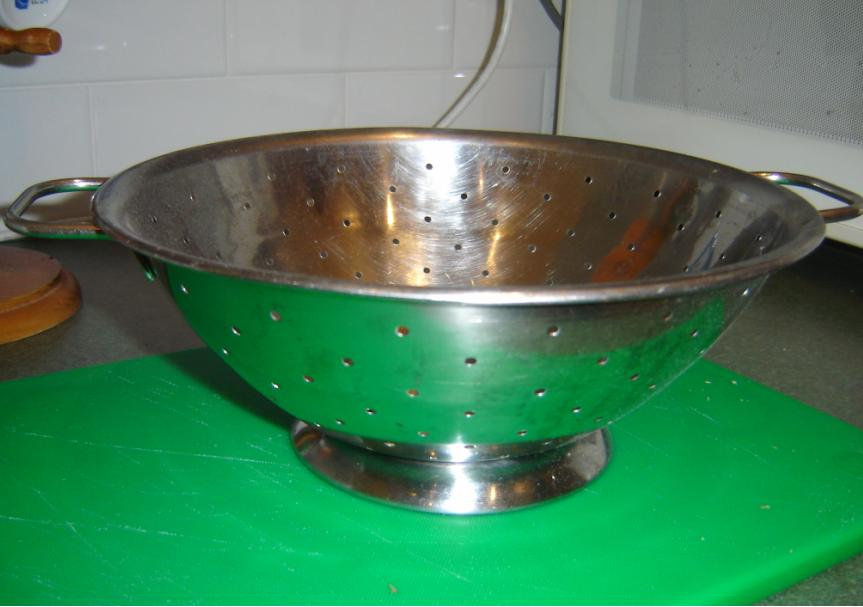
Escorredora

Una escorredora o escorredor és un colador gros que s'empra a la cuina i que serveix per a posar-hi a escórrer algun aliment. Alguns usos típics són per a separar el brou de la carn d'olla, en una sopa; per a escórrer l'enciam i altres verdures de fulla un cop rentades amb aigua; per a escórrer la pasta; la fruita rentada; etc. Prou semblant és la llossa traucada.
Antigament solien ser de fusta o de terrissa. Aquests darrers eren molt similars a les cassoles de fang però amb la diferència que tenien forats a la base. Actualment hom opta per materials més lleugers, com el metall en plaques fines, el plàstic i més recentment la silicona. Algunes escorredores metàl·liques tenen els forats de tal manera que de l'altra banda es poden fer servir com a ratllador. Algunes escorredores d'enciam són mecàniques, i solen rebre el nom de centrifugadores.

## Variants

### Plat escorredor
Un plat escorredor, plat colador, plat d'escórrer o degotador és un plat gran, relativament pregon, amb molts de foradins, que serveix per a colar o escórrer el peix, verdura, fruita, etc.

### Materials

#### Escorredora de plàstic

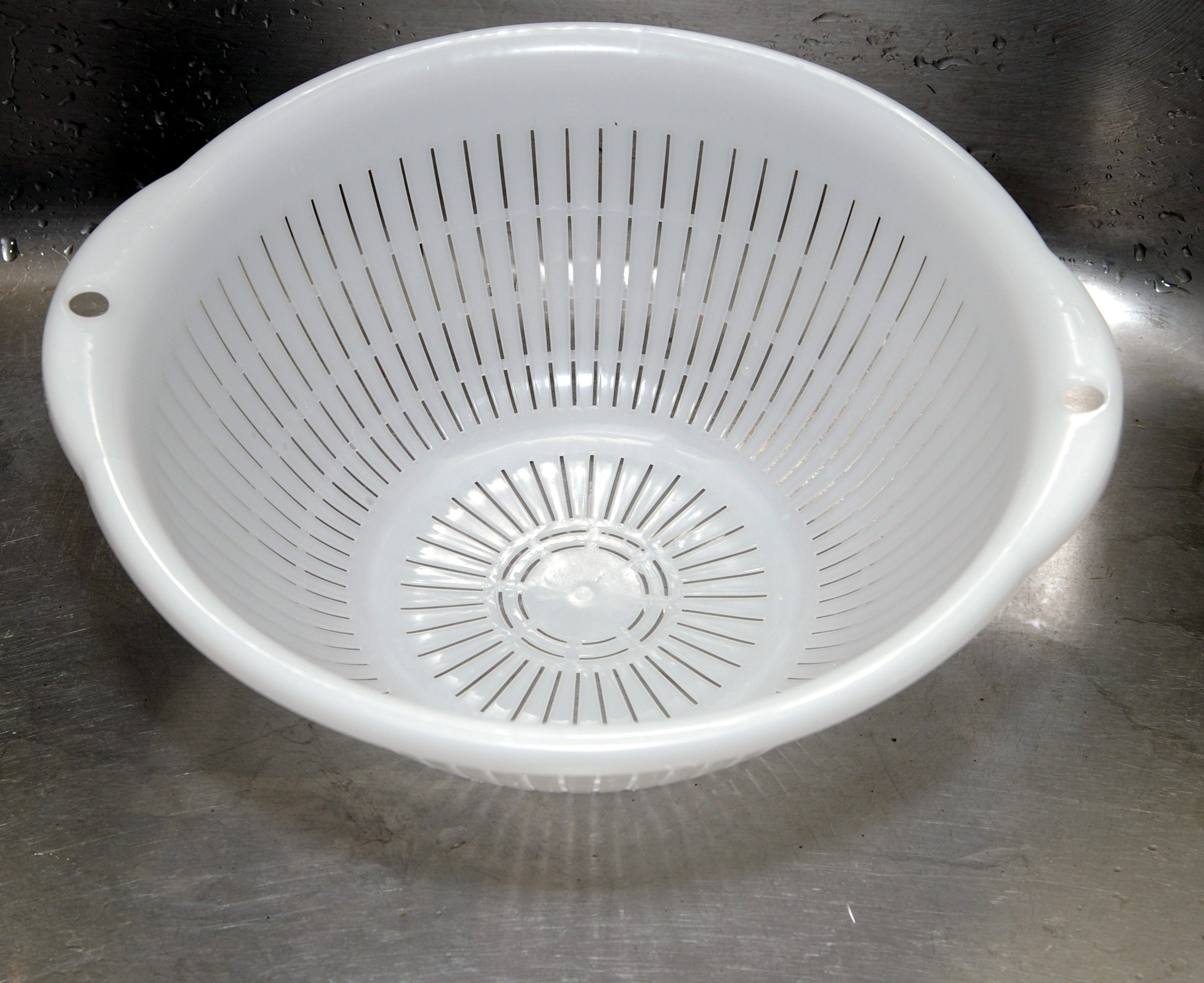
Escorredora de plàstic

D'ençà de la segona meitat del segle xx, les escorredores domèstiques sovint s'han constituït del material econòmic que és el plàstic.

#### Escorredores de metall

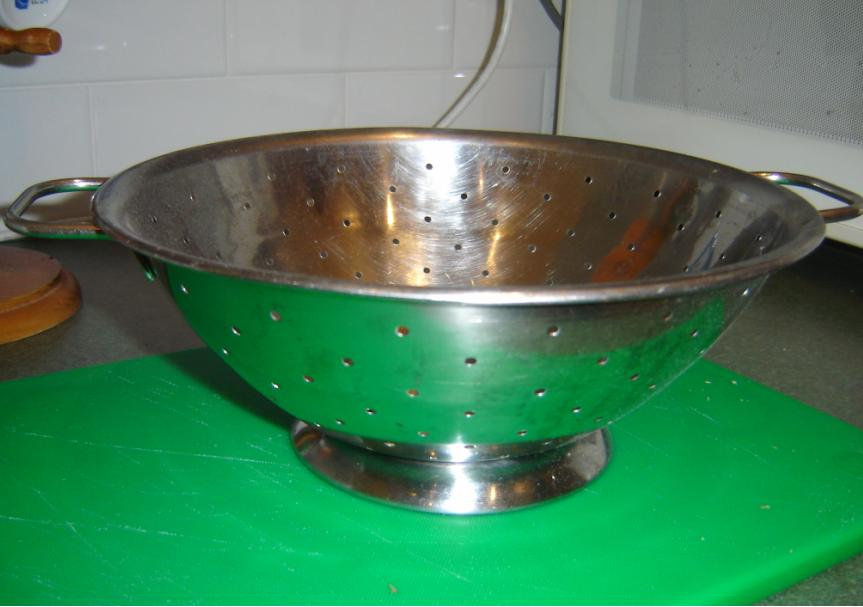
Escorredora d'acer inoxidable

Abans de l'adveniment del plàstic, a Occident, les escorredores eren metàl·liques. Per a una més gran durabilitat i resistència, s'esmalten. Avui en dia, per a ús professional i cada cop més en les llars, es privilegia l'acer inoxidable.

#### Matèries vegetals
El zaru és, al Japó, una escorredora de bambú.

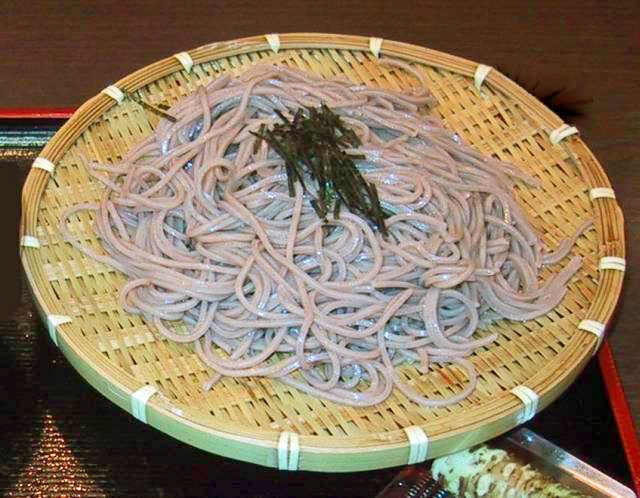
Zaru japonès
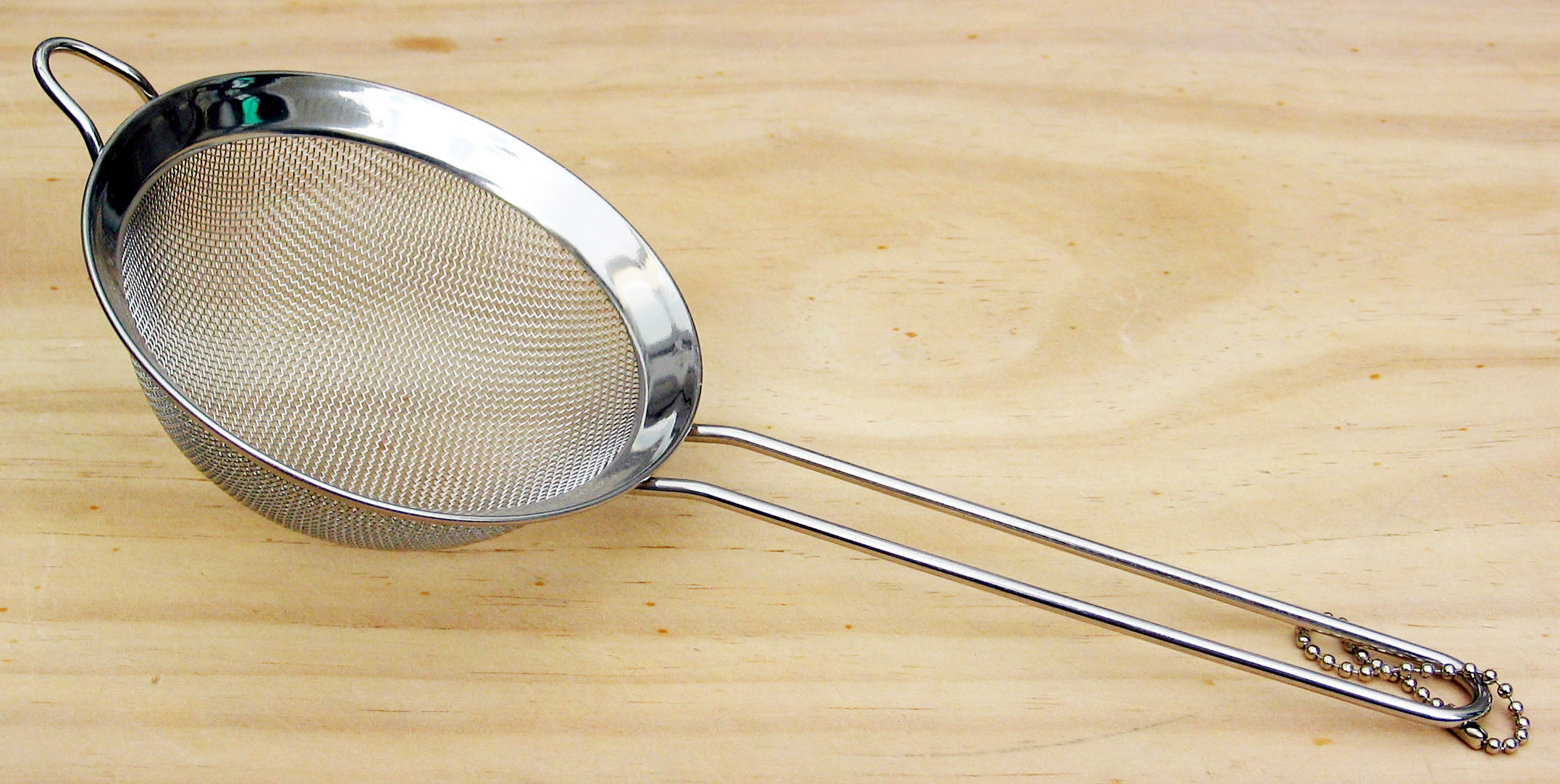
Escorredora de metall dotada d'un mànec llarg